# Tetralia cinctipes
Tetralia cinctipes is een krabbensoort uit de familie van de Tetraliidae. De wetenschappelijke naam van de soort is voor het eerst geldig gepubliceerd in 1875 door Paul'son.